# Neriene oxycera
Neriene oxycera là một loài nhện trong họ Linyphiidae.
Loài này thuộc chi Neriene. Neriene oxycera được miêu tả năm 2006 bởi Tu & Li.